# Jordan Spence
Jordan James Spence (London, 1990. május 24. –) angol labdarúgó, aki jelenleg a West Ham Unitedben játszik hátvédként.

## Pályafutása

### West Ham United
Spence 2004-ben került a West Ham United ifiakadémiájára. 2006 áprilisában írt alá hivatalos ifiszerződést a csapattal. 2008 óta tagja az első csapat keretének. 2008. november 25-én kölcsönben a Leyton Orienthez igazolt. Négy nappal később, a Bradford City elleni FA Kupa-mérkőzésen mutatkozott be. Úgy tűnt, ez lesz az egyetlen meccse a Leyton színeiben, mivel 2009. január 5-én visszahívta a West Ham. Január 23-án azonban visszatért a vörös mezesekhez, és egészen a szezon végéig ottmaradt. A bajnokságban 2009. január 24-én, a Scunthorpe United ellen debütált.

## Válogatott
Spence 2005 novemberében csapatkapitányként vezette azt az U16-os angol válogatottat, amely megnyerte a Victory Shieldet. 2006 nyarán az U17-es csapattal részt vett a Nordic Tournamenten, ahol ezüstérmet szerzett, a döntőben Dánia túl erős ellenfélnek bizonyult. A 2007-es U17-es vb-n ő volt a kapitány. Győztes gólt lőtt Brazília ellen, amivel történelmet írt, ez volt az első alkalom, hogy Anglia legyőzte a brazilokat egy FIFA által szervezett tornán.
Az U18-as és az U19-es csapatnak is volt már a csapatkapitánya. Nagyban hozzájárult ahhoz, hogy Anglia kijutott a 2009-es U19-es Eb-re.

## Külső hivatkozások
- Jordan Spence pályafutásának statisztikái a Soccerbase oldalon (angolul)

- Spence profilja a West Ham oldalán